# Liste des médaillés aux Jeux paralympiques d'hiver de 2022
Cet article liste les athlètes ayant remporté une médaille aux Jeux paralympiques d'hiver de 2022 à Pékin (Chine).

## Biathlon
| Classe      | Épreuve | Or                                                | Argent                                               | Bronze                                            |
| Femmes      |         |                                                   |                                                      |                                                   |
| Malvoyantes | 6 km    | Oksana Shyshkova (UKR) Guide : Andriy Marchenko   | Linn Kazmaier (GER) Guide : Florian Baumann          | Leonie Maria Walter (GER) Guide : Pirmin Strecker |
| Malvoyantes | 10 km   | Leonie Maria Walter (GER) Guide : Pirmin Strecker | Oksana Shyshkova (UKR) Guide : Andriy Marchenko      | Wang Yue (CHN) Guide : Li Yalin                   |
| Malvoyantes | 12,5 km | Oksana Shyshkova (UKR) Guide : Andriy Marchenko   | Linn Kazmaier (GER) Guide : Florian Baumann          | Leonie Maria Walter (GER) Guide : Pirmin Strecker |
|             |         |                                                   |                                                      |                                                   |
| Debout      | 6 km    | Guo Yujie (CHN)                                   | Liudmyla Liashenko (UKR)                             | Zhao Zhiqing (CHN)                                |
| Debout      | 10 km   | Iryna Bui (UKR)                                   | Oleksandra Kononova (UKR)                            | Liudmyla Liashenko (UKR)                          |
| Debout      | 12,5 km | Liudmyla Liashenko (UKR)                          | Zhao Zhiqing (CHN)                                   | Brittany Hudak (CAN)                              |
|             |         |                                                   |                                                      |                                                   |
| Assises     | 6 km    | Oksana Masters (USA)                              | Shan Yilin (CHN)                                     | Kendall Gretsch (USA)                             |
| Assises     | 10 km   | Kendall Gretsch (USA)                             | Oksana Masters (USA)                                 | Anja Wicker (GER)                                 |
| Assises     | 12,5 km | Oksana Masters (USA)                              | Kendall Gretsch (USA)                                | Shan Yilin (CHN)                                  |
| Hommes      |         |                                                   |                                                      |                                                   |
| Malvoyants  | 7,5 km  | Vitalii Lukianenko (UKR) Guide : Borys Babar      | Oleksandr Kazik (UKR) Guide : Serhii Kucheriavyi     | Dmytro Suiarko (UKR) Guide : Oleksandr Nikonovych |
| Malvoyants  | 12,5 km | Vitalii Lukianenko (UKR) Guide : Borys Babar      | Anatolii Kovalevskyi (UKR) Guide : Oleksandr Mukshyn | Dmytro Suiarko (UKR) Guide : Oleksandr Nikonovych |
| Malvoyants  | 15 km   | Oleksandr Kazik (UKR) Guide : Serhii Kucheriavyi  | Vitalii Lukianenko (UKR) Guide : Borys Babar         | Yu Shuang (CHN) Guide : Wang Guanyu               |
|             |         |                                                   |                                                      |                                                   |
| Debout      | 7,5 km  | Grygorii Vovchynskyi (UKR)                        | Marco Maier (GER)                                    | Mark Arendz (CAN)                                 |
| Debout      | 12,5 km | Mark Arendz (CAN)                                 | Grygorii Vovchynskyi (UKR)                           | Alexandr Gerlits (KAZ)                            |
| Debout      | 15 km   | Benjamin Daviet (FRA)                             | Mark Arendz (CAN)                                    | Grygorii Vovchynskyi (UKR)                        |
|             |         |                                                   |                                                      |                                                   |
| Assis       | 7,5 km  | Liu Zixu (CHN)                                    | Taras Rad (UKR)                                      | Liu Mengtao (CHN)                                 |
| Assis       | 12,5 km | Liu Mengtao (CHN)                                 | Martin Fleig (GER)                                   | Taras Rad (UKR)                                   |
| Assis       | 15 km   | Liu Mengtao (CHN)                                 | Taras Rad (UKR)                                      | Liu Zixu (CHN)                                    |

## Curling
| Épreuves      | Or                                                                 | Argent                                                                                      | Bronze                                                                      |
| ------------- | ------------------------------------------------------------------ | ------------------------------------------------------------------------------------------- | --------------------------------------------------------------------------- |
| Tournoi mixte | Chine Wang Haitao Chen Jianxin Zhang Mingliang Yan Zhuo Sun Yulong | Suède Viljo Petersson-Dahl Ronny Persson Mats-Ola Engborg Kristina Ulander Sabina Johansson | Canada Jon Thurston Ina Forrest Dennis Thiessen Mark Ideson Collinda Joseph |

## Hockey sur luge
| Épreuves      | Or | Argent | Bronze |
| ------------- | --- | --- | --- |
| Tournoi mixte | États-Unis Ralph DeQuebec Travis Dodson David Eustace Declan Farmer Noah Grove Malik Jones Griffin LaMarre Jen Lee Kevin McKee Josh Misiewicz Evan Nichols Josh Pauls Rico Roman Brody Roybal Jack Wallace Joseph Woodke Kyle Zych | Canada Rob Armstrong Billy Bridges Rod Crane Ben Delaney Adam Dixon James Dunn Tyrone Henry Liam Hickey Anton Jacobs-Webb Adam Kingsmill Dominic Larocque Zach Lavin Antoine Lehoux Tyler McGregor Garrett Riley Branden Sison Greg Westlake | Chine Bai Xuesong Che Hang Cui Yutao Hu Guangjian Ji Yanzhao Li Hongguan Lyu Zhi Qiu Dianpeng Shen Yifeng Song Xiaodong Tian Jintao Wang Jujiang Wang Wei Wang Zhidong Xu Jinqiang Yu Jing Zhang Zheng Zhu Zhanfu |

## Ski alpin
| Classe      | Épreuve       | Or                                               | Argent                                           | Bronze                                                  |
| Femmes      |               |                                                  |                                                  |                                                         |
| Malvoyantes | Descente      | Henrieta Farkašová (SVK) Guide : Martin Motyka   | Zhu Daqing (CHN) Guide : Yan Hanhan              | Millie Knight (GBR) Guide : Brett Wild                  |
| Malvoyantes | Super G       | Alexandra Rexová (SVK) Guide : Eva Trajcikova    | Menna Fitzpatrick (GBR) Guide : Gary Smith       | Zhu Daqing (CHN) Guide : Yan Hanhan                     |
| Malvoyantes | Slalom géant  | Veronika Aigner (AUT) Guide : Elisabeth Aigner   | Zhu Daqing (CHN) Guide : Yan Hanhan              | Barbara Aigner (AUT) Guide : Klara Sykora               |
| Malvoyantes | Slalom        | Veronika Aigner (AUT) Guide : Elisabeth Aigner   | Barbara Aigner (AUT) Guide : Klara Sykora        | Alexandra Rexová (SVK) Guide : Eva Trajcikova           |
| Malvoyantes | Super combiné | Henrieta Farkašová (SVK) Guide : Michal Cerven   | Zhu Daqing (CHN) Guide : Yan Hanhan              | Menna Fitzpatrick (GBR) Guide : Gary Smith              |
|             |               |                                                  |                                                  |                                                         |
| Debout      | Descente      | Mollie Jepsen (CAN)                              | Zhang Mengqiu (CHN)                              | Ebba Årsjö (SWE)                                        |
| Debout      | Super G       | Zhang Mengqiu (CHN)                              | Marie Bochet (FRA)                               | Alana Ramsay (CAN)                                      |
| Debout      | Slalom géant  | Zhang Mengqiu (CHN)                              | Mollie Jepsen (CAN)                              | Andrea Rothfuss (GER)                                   |
| Debout      | Slalom        | Ebba Årsjö (SWE)                                 | Zhang Mengqiu (CHN)                              | Anna-Maria Rieder (GER)                                 |
| Debout      | Super combiné | Ebba Årsjö (SWE)                                 | Zhang Mengqiu (CHN)                              | Alana Ramsay (CAN)                                      |
|             |               |                                                  |                                                  |                                                         |
| Assises     | Descente      | Momoka Muraoka (JPN)                             | Anna-Lena Forster (GER)                          | Liu Sitong (CHN)                                        |
| Assises     | Super G       | Momoka Muraoka (JPN)                             | Anna-Lena Forster (GER)                          | Zhang Wenjing (CHN)                                     |
| Assises     | Slalom géant  | Momoka Muraoka (JPN)                             | Liu Sitong (CHN)                                 | Zhang Wenjing (CHN)                                     |
| Assises     | Slalom        | Anna-Lena Forster (GER)                          | Zhang Wenjing (CHN)                              | Liu Sitong (CHN)                                        |
| Assises     | Super combiné | Anna-Lena Forster (GER)                          | Momoka Muraoka (JPN)                             | Liu Sitong (CHN)                                        |
| Hommes      |               |                                                  |                                                  |                                                         |
| Malvoyants  | Descente      | Johannes Aigner (AUT) Guide : Matteo Fleischmann | Mac Marcoux (CAN) Guide : Tristan Rodgers        | Hyacinthe Deleplace (FRA) Guide : Valentin Giraud Moine |
| Malvoyants  | Super G       | Neil Simpson (GBR) Guide : Andrew Simpson        | Giacomo Bertagnolli (ITA) Guide : Andrea Ravelli | Johannes Aigner (AUT) Guide : Matteo Fleischmann        |
| Malvoyants  | Slalom géant  | Johannes Aigner (AUT) Guide : Matteo Fleischmann | Giacomo Bertagnolli (ITA) Guide : Andrea Ravelli | Miroslav Haraus (SVK) Guide : Maros Hudik               |
| Malvoyants  | Slalom        | Giacomo Bertagnolli (ITA) Guide : Andrea Ravelli | Johannes Aigner (AUT) Guide : Matteo Fleischmann | Miroslav Haraus (SVK) Guide : Maroš Hudík               |
| Malvoyants  | Super combiné | Giacomo Bertagnolli (ITA) Guide : Andrea Ravelli | Johannes Aigner (AUT) Guide : Matteo Fleischmann | Neil Simpson (GBR) Guide : Andrew Simpson               |
| Debout      | Descente      | Arthur Bauchet (FRA)                             | Markus Salcher (AUT)                             | Théo Gmür (SUI)                                         |
| Debout      | Super G       | Liang Jingyi (CHN)                               | Markus Salcher (AUT)                             | Alexis Guimond (CAN)                                    |
| Debout      | Slalom géant  | Santeri Kiiveri (FIN)                            | Thomas Walsh (USA)                               | Arthur Bauchet (FRA)                                    |
| Debout      | Slalom        | Arthur Bauchet (FRA)                             | Liang Jingyi (CHN)                               | Adam Hall (NZL)                                         |
| Debout      | Super combiné | Arthur Bauchet (FRA)                             | Santeri Kiiveri (FIN)                            | Adam Hall (NZL)                                         |
| Assis       | Descente      | Corey Peters (NZL)                               | Jesper Pedersen (NOR)                            | Taiki Morii (JPN)                                       |
| Assis       | Super G       | Jesper Pedersen (NOR)                            | Corey Peters (NZL)                               | Taiki Morii (JPN)                                       |
| Assis       | Slalom géant  | Jesper Pedersen (NOR)                            | Renè De Silvestro (ITA)                          | Liang Zilu (CHN)                                        |
| Assis       | Slalom        | Jesper Pedersen (NOR)                            | Niels de Langen (NED)                            | Renè De Silvestro (ITA)                                 |
| Assis       | Super combiné | Jesper Pedersen (NOR)                            | Jeroen Kampschreur (NED)                         | Niels de Langen (NED)                                   |

## Ski de fond
| Classe             | Épreuve                    | Or | Argent                                                                               | Bronze                                                                  |
| Femmes             |                            | |                                                                                      |                                                                         |
| Malvoyantes        | 1,5 km sprint              | Carina Edlinger (AUT) Guide : Lorenz Josef Lampl                                                                                       | Oksana Shyshkova (UKR) Guide : Andriy Marchenko                                      | Linn Kazmaier (GER) Guide : Florian Baumann                             |
| Malvoyantes        | 7,5 km libre               | Linn Kazmaier (GER) Guide : Florian Baumann                                                                                            | Wang Yue (CHN) Guide : Li Yalin                                                      | Carina Edlinger (AUT) Guide : Lorenz Josef Lampl                        |
| Malvoyantes        | 15 km classique            | Oksana Shyshkova (UKR) Guide : Andriy Marchenko                                                                                        | Linn Kazmaier (GER) Guide : Florian Baumann                                          | Leonie Maria Walter (GER) Guide : Pirmin Strecker                       |
|                    |                            | |                                                                                      |                                                                         |
| Debout             | 1,5 km sprint              | Natalie Wilkie (CAN) | Vilde Nilsen (NOR)                                                                   | Sydney Peterson (USA)                                                   |
| Debout             | 7,5 km libre               | Oleksandra Kononova (UKR) | Natalie Wilkie (CAN)                                                                 | Iryna Bui (UKR)                                                         |
| Debout             | 15 km classique            | Natalie Wilkie (CAN) | Sydney Peterson (USA)                                                                | Brittany Hudak (CAN)                                                    |
|                    |                            | |                                                                                      |                                                                         |
| Assises            | 1,1 km sprint              | Yang Hongqiong (CHN) | Oksana Masters (USA)                                                                 | Li Panpan (CHN)                                                         |
| Assises            | 5 km                       | Yang Hongqiong (CHN) | Oksana Masters (USA)                                                                 | Ma Jing (CHN)                                                           |
| Assises            | 12 km                      | Yang Hongqiong (CHN) | Oksana Masters (USA)                                                                 | Li Panpan (CHN)                                                         |
| Hommes             |                            | |                                                                                      |                                                                         |
| Malvoyants         | 1,5 km sprint              | Brian McKeever (CAN) Guide : Russell Kennedy                                                                                           | Jake Adicoff (USA) Guide : Sam Wood                                                  | Zebastian Modin (SWE) Guide : Emil Jönsson                              |
| Malvoyants         | 10 km libre                | Brian McKeever (CAN) Guide : Graham Nishikawa                                                                                          | Zebastian Modin (SWE) Guide : Emil Jönsson                                           | Dmytro Suiarko (UKR) Guide : Oleksandr Nikonovych                       |
| Malvoyants         | 20 km classique            | Brian McKeever (CAN) Guides : Russell Kennedy et Graham Nishikawa                                                                      | Jake Adicoff (USA) Guide : Sam Wood                                                  | Zebastian Modin (SWE) Guide : Jari Teppo Huhta                          |
|                    |                            | |                                                                                      |                                                                         |
| Debout             | 1,5 km sprint              | Benjamin Daviet (FRA) | Marco Maier (GER)                                                                    | Grygorii Vovchynskyi (UKR)                                              |
| Debout             | 12,5 km libre              | Wang Chenyang (CHN) | Benjamin Daviet (FRA)                                                                | Cai Jiayun (CHN)                                                        |
| Debout             | 20 km classique            | Taiki Kawayoke (JPN) | Cai Jiayun (CHN)                                                                     | Qiu Mingyang (CHN)                                                      |
|                    |                            | |                                                                                      |                                                                         |
| Assis              | 1,1 km sprint              | Zheng Peng (CHN) | Mao Zhongwu (CHN)                                                                    | Collin Cameron (CAN)                                                    |
| Assis              | 7,5 km assis               | Mao Zhongwu (CHN) | Zheng Peng (CHN)                                                                     | Giuseppe Romele (ITA)                                                   |
| Assis              | 15 km                      | Zheng Peng (CHN) | Mao Zhongwu (CHN)                                                                    | Collin Cameron (CAN)                                                    |
| Mixte              |                            | |                                                                                      |                                                                         |
| Toutes les classes | Relais mixte (4 × 2,5 km)  | États-Unis Oksana Masters Sydney Peterson Daniel Cnossen Jake Adicoff Guide : Sam Wood                                                 | Chine Shan Yilin Wang Chenyang Zheng Peng Cai Jiayun                                 | Canada Collin Cameron Emily Young Mark Arendz Natalie Wilkie            |
| Toutes les classes | Relais ouvert (4 × 2,5 km) | Ukraine Dmytro Suiarko Guide : Oleksandr Nikonovych Grygorii Vovchynskyi Vasyl Kravchuk Anatolii Kovalevskyi Guide : Oleksandr Mukshyn | France Benjamin Daviet Anthony Chalencon Guides : Alexandre Pouye et Brice Ottonello | Norvège Kjartan Haugen Vilde Nilsen Thomas Oxaal Guide : Ole-Martin Lid |

## Snowboard
| Classe | Épreuve         | Or                       | Argent                  | Bronze               |
| Hommes |                 |                          |                         |                      |
| SB-UL  | Snowboard Cross | Ji Lijia (CHN)           | Wang Pengyao (CHN)      | Zhu Yonggang (CHN)   |
| SB-UL  | Banked Slalom   | Maxime Montaggioni (FRA) | Ji Lijia (CHN)          | Zhu Yonggang (CHN)   |
|        |                 |                          |                         |                      |
| SB-LL1 | Snowboard Cross | Tyler Turner (CAN)       | Mike Schultz (USA)      | Wu Zhongwei (CHN)    |
| SB-LL1 | Banked Slalom   | Wu Zhongwei (CHN)        | Chris Vos (NED)         | Tyler Turner (CAN)   |
|        |                 |                          |                         |                      |
| SB-LL2 | Snowboard Cross | Matti Suur-Hamari (FIN)  | Garrett Geros (USA)     | Ben Tudhope (AUS)    |
| SB-LL2 | Banked Slalom   | Sun Qi (CHN)             | Matti Suur-Hamari (FIN) | Ollie Hill (GBR)     |
| Femmes |                 |                          |                         |                      |
| SB-LL2 | Snowboard Cross | Cécile Hernandez (FRA)   | Lisa DeJong (CAN)       | Brenna Huckaby (USA) |
| SB-LL2 | Banked Slalom   | Brenna Huckaby (USA)     | Geng Yanhong (CHN)      | Li Tiantian (CHN)    |

## Athlètes les plus médaillés
Dans le tableau ci-dessous figurent les athlètes ayant obtenu au moins 3 médailles lors des Jeux paralympiques d'hiver de 2022 à Pékin en Chine (classement par nombre de médailles d'or, d'argent puis de bronze).
| Athlète                                                          | Catégorie  | Sport                | Médaille d'or, Jeux paralympiques | Médaille d'argent, Jeux paralympiques | Médaille de bronze, Jeux paralympiques | Total |
| Jesper Pedersen (NOR)                                            | Assis      | Ski alpin            | 4                                 | 1                                     | 0                                      | 5     |
| Oksana Masters (USA)                                             | Assisse    | Biathlon/Ski de fond | 3                                 | 4                                     | 0                                      | 7     |
| Oksana Shyshkova (UKR) Guide : Andriy Marchenko                  | Malvoyante | Biathlon/Ski de fond | 3                                 | 2                                     | 0                                      | 5     |
| Momoka Muraoka (JPN)                                             | Assisse    | Ski alpin            | 3                                 | 1                                     | 0                                      | 4     |
| Arthur Bauchet (FRA)                                             | Debout     | Ski alpin            | 3                                 | 0                                     | 1                                      | 4     |
| Brian McKeever (CAN) Guide : Russell Kennedy et Graham Nishikawa | Malvoyant  | Ski de fond          | 3                                 | 0                                     | 0                                      | 3     |
| Yang Hongqiong (CHN)                                             | Assise     | Ski de fond          | 3                                 | 0                                     | 0                                      | 3     |
| Zhang Mengqiu (CHN)                                              | Debout     | Ski alpin            | 2                                 | 3                                     | 0                                      | 5     |
| Johannes Aigner (AUT) Guide : Matteo Fleischmann                 | Malvoyant  | Ski alpin            | 2                                 | 2                                     | 1                                      | 5     |
| Giacomo Bertagnolli (ITA) Guide : Andrea Ravelli                 | Malvoyant  | Ski alpin            | 2                                 | 2                                     | 0                                      | 4     |
| Benjamin Daviet (FRA)                                            | Debout     | Biathlon/Ski de fond | 2                                 | 2                                     | 0                                      | 4     |
| Anna-Lena Forster (GER)                                          | Assise     | Ski alpin            | 2                                 | 2                                     | 0                                      | 4     |
| Zheng Peng (CHN)                                                 | Assis      | Ski de fond          | 2                                 | 2                                     | 0                                      | 4     |
| Grygorii Vovchynskyi (UKR)                                       | Debout     | Biathlon/Ski de fond | 2                                 | 1                                     | 2                                      | 5     |
| Natalie Wilkie (CAN)                                             | Debout     | Ski de fond          | 2                                 | 1                                     | 1                                      | 4     |
| Vitalii Lukianenko (UKR) Guide : Borys Babar                     | Malvoyant  | Biathlon             | 2                                 | 1                                     | 0                                      | 3     |
| Ebba Årsjö (SWE)                                                 | Debout     | Ski alpin            | 2                                 | 1                                     | 0                                      | 3     |
| Liu Mengtao (CHN)                                                | Assis      | Biathlon             | 2                                 | 1                                     | 0                                      | 3     |
| Linn Kazmaier (GER) Guide : Pirmin Strecker                      | Malvoyante | Biathlon/Ski de fond | 1                                 | 3                                     | 1                                      | 5     |
| Jake Adicoff (USA) Guide : Sam Wood                              | Malvoyant  | Ski de fond          | 1                                 | 2                                     | 0                                      | 3     |
| Mao Zhongwu (CHN)                                                | Assis      | Ski de fond          | 1                                 | 2                                     | 0                                      | 3     |
| Mark Arendz (CAN)                                                | Debout     | Biathlon/Ski de fond | 1                                 | 1                                     | 2                                      | 4     |
| Kendall Gretsch (USA)                                            | Assisse    | Biathlon             | 1                                 | 1                                     | 1                                      | 3     |
| Liudmyla Liashenko (UKR)                                         | Debout     | Biathlon             | 1                                 | 1                                     | 1                                      | 3     |
| Sydney Peterson (USA)                                            | Debout     | Ski de fond          | 1                                 | 1                                     | 1                                      | 3     |
| Dmytro Suiarko (UKR) Guide : Oleksandr Nikonovych                | Debout     | Biathlon/Ski de fond | 1                                 | 0                                     | 3                                      | 4     |
| Leonie Maria Walter (GER) Guide : Florian Baumann                | Malvoyante | Biathlon/Ski de fond | 1                                 | 0                                     | 3                                      | 4     |
| Zhu Daqing (CHN) Guide : Yan Hanhan                              | Malvoyante | Ski alpin            | 0                                 | 3                                     | 1                                      | 4     |
| Cai Jiayun                                                       | Debout     | Ski de fond          | 0                                 | 2                                     | 1                                      | 3     |
| Taras Rad (UKR)                                                  | Debout     | Biathlon             | 0                                 | 2                                     | 1                                      | 3     |
| Shan Yilin                                                       | Assise     | Ski de fond          | 0                                 | 2                                     | 1                                      | 3     |
| Liu Sitong (CHN)                                                 | Assise     | Ski alpin            | 0                                 | 1                                     | 3                                      | 4     |
| Zebastian Modin (SWE) Guide : Jari Teppo Huhta                   | Malvoyant  | Ski alpin            | 0                                 | 1                                     | 2                                      | 3     |
| Collin Cameron (CAN)                                             | Assis      | Ski de fond          | 0                                 | 1                                     | 2                                      | 3     |